# Wąkop
Wąkop [ˈvɔnkɔp] là một ngôi làng thuộc khu hành chính của Gmina Biskupiec, thuộchuyện Nowomiejski, Warmińsko-Mazurskie, ở miền bắc Ba Lan.